# Reevesia lofouensis
Reevesia lofouensis är en malvaväxtart som beskrevs av Woon Young Chun och H.H. Hsue. Reevesia lofouensis ingår i släktet Reevesia och familjen malvaväxter. Inga underarter finns listade i Catalogue of Life.